# Skarabygdens domsagas tingslag
Skarabygdens domsagas tingslag var ett tingslag i Skaraborgs län.
Tingslaget bildades den 1 januari 1948 (enligt beslut den 10 juli 1947) genom av ett samgående av Skara, Skånings och Valle tingslag samt Vilske tingslag. 1971 upplöstes tingslaget och verksamheten överfördes till Lidköpings tingsrätt och Falköpings tingsrätt.
Tingslaget ingick i Skarabygdens domsaga, bildad den 1 januari 1944.

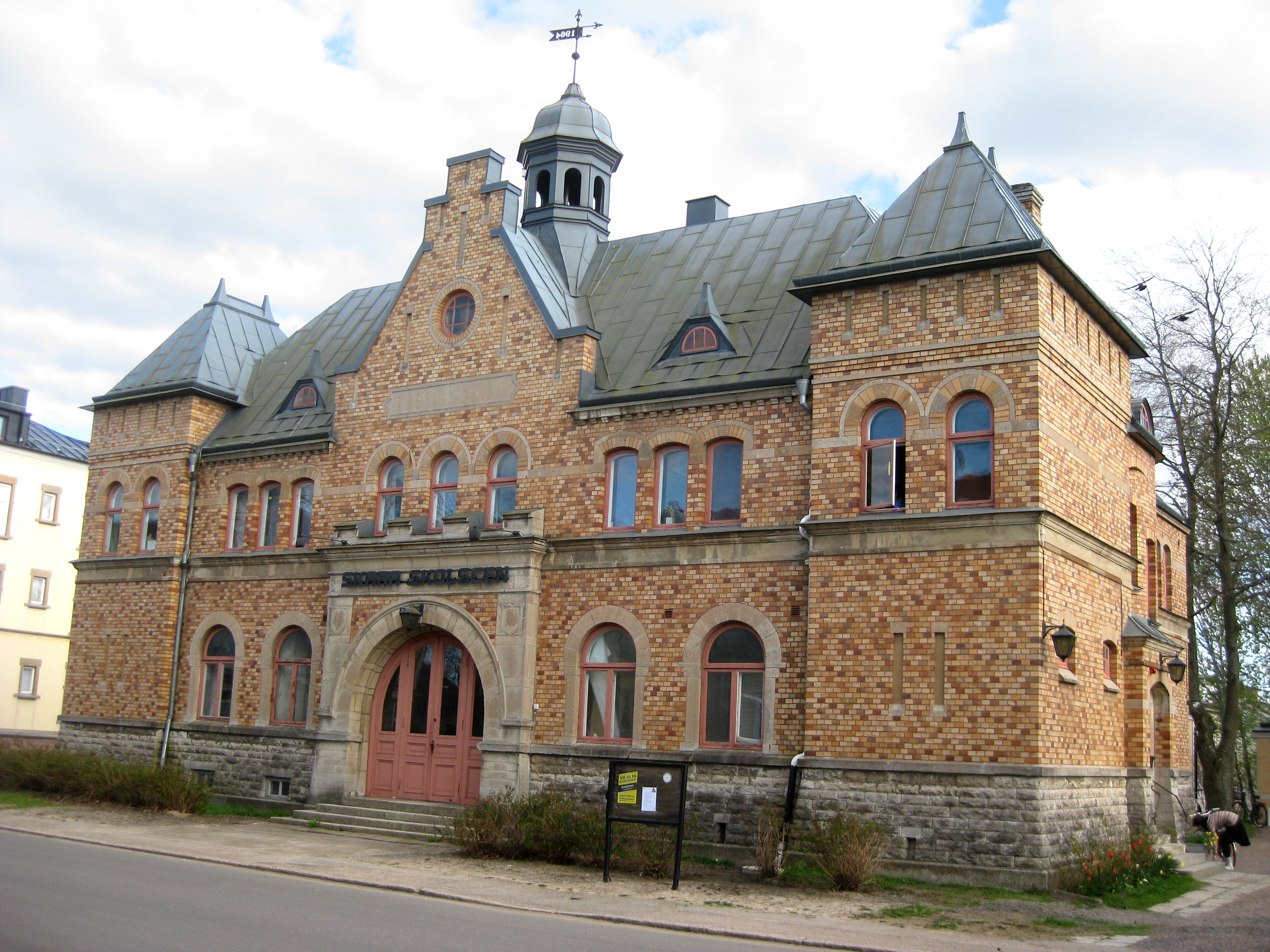
Tingshus i Skara 1905-1958
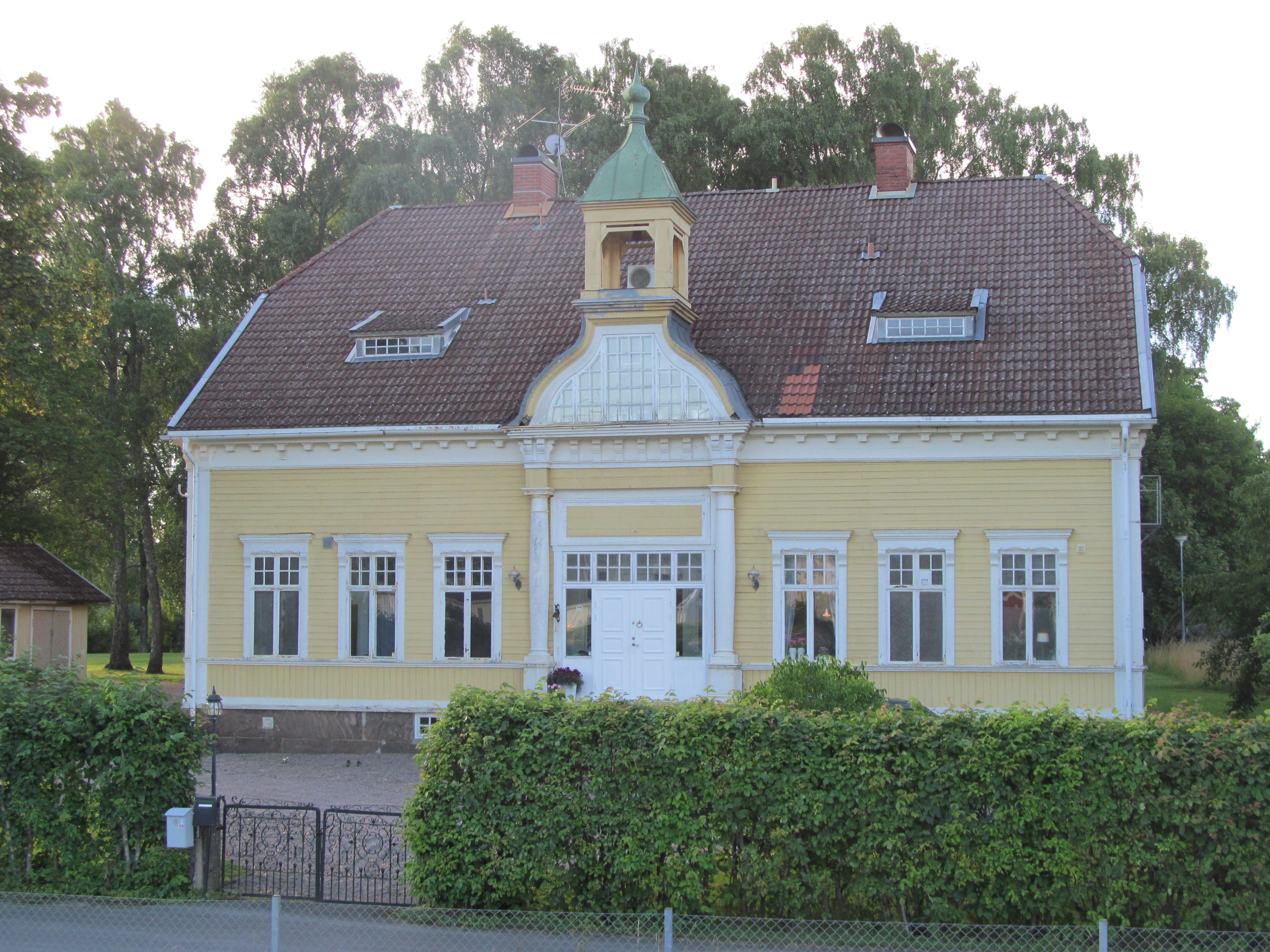
Tingshus i Floby 1901-1970

## Kommuner
Tingslaget bestod den 1 januari 1952 av följande kommuner:
- Ardala landskommun
- Kvänums landskommun
- Saleby landskommun
- Skara stad
- Valle landskommun
- Vilske landskommun

Saleby landskommun överfördes den 1 januari 1969 till Kinnefjärdings, Kinne och Kållands domsaga.

### Fotnoter
1. ↑   (PDF) Folkräkningen den 31 december 1950, I, Areal och folkmängd inom särskilda förvaltningsområden m.m., Tätorter. Stockholm: Statistiska centralbyrån. 1952-05-19. sid. 84. Arkiverad från originalet den 1 oktober 2014. https://www.webcitation.org/6T09ZkyrB?url=http://www.scb.se/Grupp/Hitta_statistik/Historisk_statistik/_Dokument/SOS/Folkrakningen_1950_1.pdf. Läst 9 oktober 2014 Arkiverad 29 oktober 2013 hämtat från the Wayback Machine.